# Грюндау
Грюндау (нем. Gründau) — община в Германии, в земле Гессен. Подчиняется административному округу Дармштадт. Входит в состав района Майн-Кинциг. Население составляет 14 652 человека (на 31 декабря 2010 года). Занимает площадь 67,64 км².
Община подразделяется на 7 сельских округов.